# Mbella Sonne Dipoko
Pour les articles homonymes, voir Sonne.
Mbella Sonne Dipoko, né le 28 février 1936 à Douala (Cameroun français) et mort le 5 décembre 2009 à Tiko, est un romancier, poète et peintre camerounais. Il est largement considéré comme l'un des plus grands auteurs de littérature d'expression anglaise du Cameroun. 

## Biographie
Mbella Sonne Dipoko est né de Paul Sonne Dipoko, qui était le chef de Missaka. Mbella a repris le poste de chef de Missaka après la mort de son père en 1990. Dans sa jeunesse, il a travaillé pour la Cameroon Development Corporation en tant que commis comptable en 1956. L'année suivante, en 1957, il a commencé à travailler comme reporter pour la Nigerian Broadcasting Corporation, où il est resté jusqu'en 1968. Pendant cette période d'emploi avec la Nigerian Broadcasting Corporation, il a été leur reporter depuis la France. En 1960, il a commencé à poursuivre ses études à Paris, à l'âge de 24 ans. Pendant deux ans, il a étudié le droit et l'économie à l'Université de Paris, puis a abandonné ses études pour poursuivre son intérêt pour l'écriture. C'est pendant cette période où il étudie à Paris qu'il commence sa carrière d'écrivain. Sa première œuvre est le roman Quelques nuits et quelques jours, publié en 1966. La même année, il écrit également la pièce "Helping the Revolution : a story", qui se déroule dans l'Afrique du Sud de l'apartheid. Après avoir publié son troisième roman, il retourne à l'université aux États-Unis, où il étudie et obtient un diplôme en études anglo-américaines, avec une spécialisation en anglais.

## Œuvres majeures
- A Few Nights and Days. Londres : Longman, 1966
- Because of Women. Londres : Heinemann Educational Books, 1969. African Writers Series, 57.
- Black and White in Love. Londres : Heinemann Educational Books, 1972. African Writers Series, 107.